# 夸札 (额驸)
夸札（？—1649年），伊尔根觉罗氏，清朝初年将领。都统、一等子阿山之子。
夸札随清军入关，在順治元年（1644年）十二月，娶清太宗第六女固倫公主。顺治五年（1648年），夸札因罪被罚。順治六年（1649年）三月，固倫公主薨，在公主去世一个月后，夸札也得病去世。